# Помічнянська міська територіальна громада
Помічнянська міська територіальна громада — територіальна громада в Україні, в Новоукраїнському районі Кіровоградської області. Адміністративний центр — місто Помічна.
Площа громади — 75,74 км², населення — 10 186 осіб (2019).
Утворена 12 червня 2020 року шляхом об'єднання Помічнянської міської ради Добровеличківського району та Помічнянської сільської ради Новоукраїнського району.

## Населені пункти
У складі громади 1 місто (Помічна) і 3 села:
- Новопавлівка
- Помічна
- Червоний Розділ